# Thyrosticta perpetua
Thyrosticta perpetua är en fjärilsart som beskrevs av Charles Oberthür 1893. Thyrosticta perpetua ingår i släktet Thyrosticta och familjen björnspinnare. Inga underarter finns listade i Catalogue of Life.